# Władysław Piotrowski (polityk)
Władysław Kazimierz Piotrowski (ur. 8 lutego 1944 w Kostrzynie, zm. 5 sierpnia 2017 w Świdnicy) – polski nauczyciel, działacz partyjny i państwowy, wicewojewoda (1979–1981) i wojewoda (1981–1990) wałbrzyski.

## Życiorys
Syn Henryka i Walerii, z zawodu nauczyciel. Był członkiem Polskiej Zjednoczonej Partii Robotniczej. Od 1979 pełnił funkcję wicewojewody wałbrzyskiego. W lipcu 1981 powołany na stanowisko wojewody. Był jednym z najmłodszych piastujących to stanowisko, w momencie jego objęcia miał 37 lat. Urząd pełnił aż do transformacji ustrojowej. Na pierwszej sesji nowo powołanego sejmiku województwa wałbrzyskiego 29 czerwca 1990 roku został skrytykowany za nierzetelne pełnienie funkcji, ale pozostał na stanowisku. Utracił je dopiero 6 listopada 1990 roku decyzją premiera Tadeusza Mazowieckiego.
Po 1990 został pracownikiem BGŻ w Wałbrzychu, gdzie pozostał do emerytury. Działał społecznie w komitetach europejskich, Stowarzyszeniu Przedsiębiorców i Kupców Świdnickich oraz w regionalnym Stowarzyszeniu „Rotary”.
Pochowano go na cmentarzu komunalnym w Świdnicy.